# Euprosthenops proximus maximus
Euprosthenops proximus là một phân loài nhện trong họ Pisauridae.
Loài này thuộc chi Euprosthenops. Euprosthenops proximus maximus được miêu tả năm 1976 bởi Blandin.